# Astrid Ehrencron-Kidde
Astrid Margrethe Ehrencron-Kidde, født Ehrencron-Müller (4. januar 1871 i København – 30. juni 1960 på Frederiksberg) var en dansk forfatter og oversætter, der fra 1907 var gift med forfatterkollegaen Harald Kidde.
 
Ehrencron-Kidde blev kendt for fire samlinger af eventyr, der udkom 1901-1904, og hun skrev derefter en lang række romaner og noveller. Mange af bøgerne har overtoner at uhygge og mystik, og centralt i forfatterskabet står de fem bind med fortællinger om sagføreren Martin Willén, der udkom mellem 1911 og 1924. Hovedpersonen er mand med clairvoyante evner, der dog ikke er i stand til at forhindre de ulykker, han ser for sig.
Hendes sidste roman udkom i 1939. Derefter beskæftigede hun sig primært med oversættelse, blandt andet af den svenske forfatterinde Agnes von Krusenstjernas værker.[kilde mangler] I 1960 udgav hun erindringerne Hvem kalder? - fra mine erindringers Lønkammer, der udkom kort før hendes død.
I foråret 2017 annoncerede Forlaget Sidste Århundrede og forlaget Echo, at de sammen ville udsende et nyt udvalgt af Astrid Ehrencron-Kiddes noveller i efteråret 2017.
Hun er begravet på Bispebjerg Kirkegård. Der findes et portrætmaleri fra ca. 1898 af Christian Bonnesen.

## Udvalgt bibliografi
- Æventyr (Hagerup, 1901)
- Fra dronningens Taarnrunde. Eventyr. (Gyldendal, 1902)
- Livets og dødens Eventyr (Gyldendal, 1903)
- Lille Fru Elsebeth. Et Requiem (Hagerup, 1904)
- Skumringshistorie fra det gamle Hus (Gyldendal, 1904)
- Den signede Dag. En historie fra Østerlide Præstegaard (Hagerup, 1905)
- De stille Dage (Hagerup, 1906)
- Fru Hildes Hjem (Hagerup, 1907)
- Forældrene (Hagerup,1909)
- Jomfruer i det grønne (Hagerup 1910)
- Martin Willéns underlige Hændelser (Gyldendal, 1911)
- Alle Sjæles Nat (Gyldendal, 1912)
- En Vagabonds Roman. Et ungdomsliv i Värmland (Gyldendal, 1915)
- Pastor Medin (Gyldendal, 1916)
- Skriveren fra Fillipsstad (Gyldendal, 1917)
- Over sukkenes Bro (Gyldendal, 1919)
- Staffan Hellbergs Arv (Aschehoug, 1920)
- De sporløse Veje (Gyldendal, 1921)
- Præstehistorier fra det gamle Värmland (Aschehoug, 1922)
- De hvide Fugle (Aschehoug, 1924)
- Hvem kalder? - fra mine Erindringers Lønkammer (Gyldendal, 1960)

## Hædersbevisninger
I 1931 tildeltes Ehrencron-Kidde Tagea Brandts Rejselegat. Hun modtog fra 1908 statens livsvarige forfatterunderstøttelse. I 1944 fik hun Den Raben-Levetzauske Fonds Ærespris og Frøken Suhrs Forfatterlegat, 1947 modtog hun Gyldendals Herman Bang-Legat og 1951 Tørsleff & Co.s litterære Hæderslegat.

## Ekstern henvisning
- Hjemmeside om Harald og Astrid Ehrenchron-Kidde Arkiveret 7. august 2018 hos  Wayback Machine
- Astrid Ehrencron-Kidde på Dansk Forfatterleksikon